# مرآة ساخنة

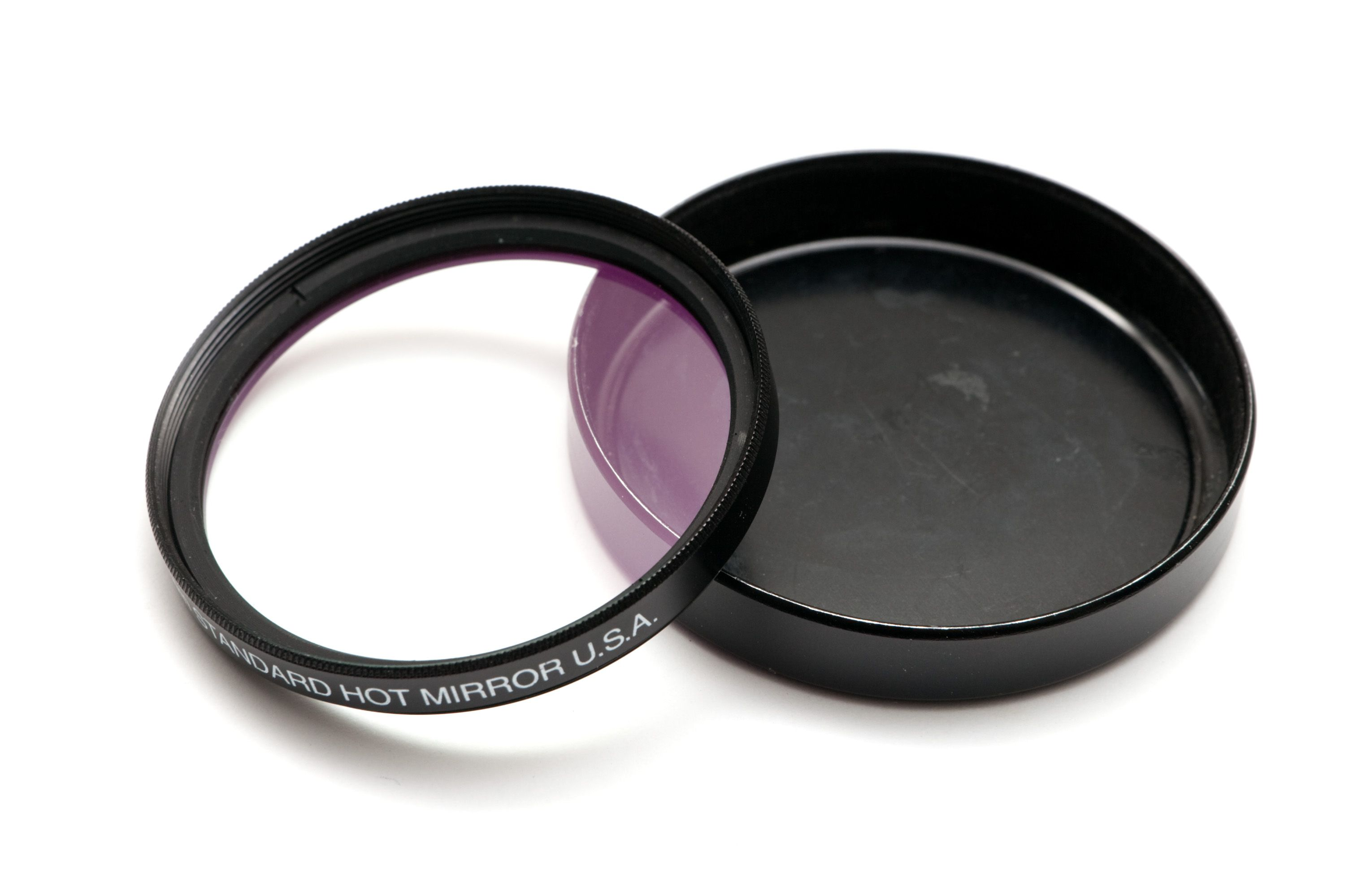

المرآة الساخنة  (بالإنجليزية:hot mirror ) هي نوع خاص من مرآة الاستقطاب تستعمل في الأجهزة البصرية لعكس الأشعة تحت الحمراء إلى مصدر الضوء في حين تسمح بنفاذ الضوء المرئي. وهي تثركب في الجهاز البصري حيث تعمل مع الإشعاع الساقط زاوية بين 0 درجة و 45 درجة، وتكمن فائدتها في منع ارتفاع حرارة الأجزاء الحساسة من الجهاز أو لمنع تداخل غير مرغوب فيه مع طيف ضوء المصدر. وتتكون أطوال الموجات التي تعكس إلى المصدر بين 750 نانومتر إلى 1250 نانومتر . ونظرا لأن المرايا الساخنة تسمح بمرور الضوء المرئي، وتعكس الأشعة تحت الحمراء فقد تستخدم أيضا كفاصل للفيض الضوئي في بعض التطبيقات، مثل تحليل الطيف الفلوريسنتي.

## اقرأ أيضا
- مرآة باردة
- مرشح التداخل
- مرآة
- مرشح أشعة فوق البنفسجية
- مرشح أشعة تحت الحمراء
- مزج ضوئي
- كهروضوئيات
- تباين (بصريات)